# QJY-201
Le QJY-201, est une fusil mitrailleur polyvalent d'origine chinoise conçue et fabriquée par Norinco, il a été conçu pour devenir la nouvelle mitrailleuse standard de l'Armée populaire de libération,. L'arme est dévoilée publiquement au salon aéronautique de Zhuhai en septembre 2021. Le fusil est chambré avec la cartouche DJP-201 de 7,62 × 51 mm, et présente un fonctionnement inhabituel verrou ouvert, hybride à emprunt de gaz et à recul court,,,.

## Utilisateurs
- Chine : Armée populaire de libération

## Voir également
- QJY-88
- PK
- PKP Pecheneg
- FN EVOLYS
- HK MG5